# 杉澤陽太郎
杉澤 陽太郎（すぎさわ ようたろう、1929年 - ）は、元日本放送協会アナウンサー、NHK放送研修センター・日本語センター顧問。
1981年から1985年までアナウンス室長を務めていたが、森本毅郎は1984年に電撃退社したことから、「僕のことを可愛がってくれた当時のアナウンス室長とは一切交流がなくなりました。可愛がってくれていただけに許しがたかったんでしょう。昔の仲間が集まって、ときどき食事会をしていましたが、その室長だけは元同僚が声を掛けてくれても来てくれません」と回想している。

## 過去の担当番組
報道番組から劇場中継、ドキュメンタリーのナレーション、芸術家・文化人へのインタビュー、文学の番組などを担当。
- 若い広場（司会）
- 日曜美術館（1965年度）
- 女性手帳（聞き手 1970.4-1974.3）
- あの時あの声ラジオアーカイブス（ナレーション）
- ある人生「浮かれの蝶」（語り）
- NHKリポート「話しことばはいま」 ―ことばに関する意識調査より―（1979.11.3）
- ことばの歳時記
- 私の本棚（1996年）
- ことば力アップ（2008年 - 2012年）
- 朗読者の挑戦（2010.3.22）

## 著書
- 『人前で話す基本 バブリック・スピーキング入門』（祥伝社）
- 『あなたを磨く話しことば 現代文の朗読術入門』（NHK出版）
- 『現代文の朗読術 実践編』（NHK出版）
- CDブック 『現代文の朗読術 名作に秘められたリズム』 ISBN 9784140113110（NHK出版）
- 『足柄便り』

## 同期のアナウンサー
- 飯窪長彦、池沢和夫、岩沢隆次郎、大谷正子（旧姓:百田）、大塚牧人、大野栄一、生越常重、菊地毅、小淵康太朗、佐々木史子（旧姓:入江）、佐藤喜徳郎、佐原純、辰巳嘉則、椿夏子（旧姓:広瀬）、乗兼英史、林孝彦、原谷宮人、藤谷榮也、堀野良男、増田康、松永貞次郎、水野孝之、柳沼孝昌、山崎雄功[6]。

## 参考
- 杉沢陽太郎 - NHKアーカイブス検索